# Euroleague Basketball 2021-2022 - Play-off
La fase dei play-off della Euroleague Basketball 2021-2022 si è disputata dal 19 aprile al 4 maggio 2022.
Le serie al meglio delle 5 partite, secondo il formato 2-2-1: ovvero le gare 1, 2 e 5 si giocano in casa delle teste di serie (prime quattro classificate della stagione regolare). La squadra che si aggiudicherà tre gare si qualificherà per la Final Four.
Dall'introduzione del nuovo formato nel 2016, solo il Real Madrid è l'unica squadra a non aver mai fallito la qualificazione ai play-off.

## Squadre qualificate
| Pos | Squadra                   | G  | V  | P  | PF   | PS   | DP   | Seeding            |
| --- | ------------------------- | -- | -- | -- | ---- | ---- | ---- | ------------------ |
| 1   | Barcellona                | 28 | 21 | 7  | 2275 | 2101 | +174 | Teste di serie     |
| 2   | Olympiakos                | 28 | 19 | 9  | 2222 | 2045 | +177 | Teste di serie     |
| 3   | Olimpia Milano            | 28 | 19 | 9  | 2069 | 1992 | +77  | Teste di serie     |
| 4   | Real Madrid               | 28 | 18 | 10 | 2181 | 2079 | +102 | Teste di serie     |
| 5   | Maccabi Playtika Tel Aviv | 28 | 17 | 11 | 2272 | 2209 | +63  | Non teste di serie |
| 6   | Anadolu Efes              | 28 | 16 | 12 | 2322 | 2221 | +101 | Non teste di serie |
| 7   | AS Monaco                 | 28 | 15 | 13 | 2311 | 2225 | +86  | Non teste di serie |
| 8   | Bayern Monaco             | 28 | 14 | 14 | 2123 | 2105 | +18  | Non teste di serie |

## Tabellone
| Squadra 1      | Totale | Squadra 2        | Gara 1  | Gara 2  | Gara 3  | Gara 4  | Gara 5  |
| -------------- | ------ | ---------------- | ------- | ------- | ------- | ------- | ------- |
| Barcellona     | 3 – 2  | Bayern Monaco    | 77 – 67 | 75 – 90 | 75 – 66 | 52 – 59 | 81 – 72 |
| Olympiakos     | 3 – 2  | Monaco           | 71 – 54 | 72 – 96 | 87 – 83 | 77 – 78 | 94 – 88 |
| Olimpia Milano | 1 – 3  | Anadolu Efes     | 48 – 64 | 73 – 66 | 65 – 77 | 70 – 75 | –       |
| Real Madrid    | 3 – 0  | Maccabi Tel Aviv | 84 – 74 | 95 – 66 | 87 – 76 | –       | –       |

### Barcellona - Bayern Monaco
| Arbitri: | Matej Boltauzer Oļegs Latiševs Uroš Nikolić |

|                                            |            |                                       |
| Davies 19 Exum, Mirotić 12 Laprovíttola 11 | Punti      | 20 Lučić 12 Hilliard 8 Rubit          |
| Calathes, Jokubaitis 5                     | Assist     | 2 Hilliard, Lučić, Rubit, Weiler-Babb |
| Davies 5                                   | Rimbalzi   | 6 Rubit, Weiler-Babb                  |
| Šarūnas Jasikevičius                       | Allenatori | Andrea Trinchieri                     |

| Arbitri: | Ilija Belošević Damir Javor Tomislav Hordov |

|                                              |            |                                  |
| Laprovíttola, Mirotić 16 Calathes 13 Kuric 9 | Punti      | 25 Thomas 15 Obst 12 Weiler-Babb |
| Calathes 8                                   | Assist     | 5 Jaramaz                        |
| Mirotić 6                                    | Rimbalzi   | 8 Weiler-Babb                    |
| Šarūnas Jasikevičius                         | Allenatori | Andrea Trinchieri                |

| Arbitri: | Borys Ryzhyk Sreten Radović Mehdi Difallah |

|                              |            |                                    |
| Lučić 17 Rubit 14 Jaramaz 13 | Punti      | 25 Mirotić 12 Šmits 9 Laprovíttola |
| Weiler-Babb 4                | Assist     | 8 Calathes                         |
| Rubit 8                      | Rimbalzi   | 7 Calathes                         |
| Andrea Trinchieri            | Allenatori | Šarūnas Jasikevičius               |

| Arbitri: | Luigi Lamonica Saša Pukl Uroš Nikolić |

|                                 |            |                                   |
| Weiler-Babb 12 Hunter 9 Lučić 8 | Punti      | 12 Abrines 8 Jokubaitis 7 Mirotič |
| Weiler-Babb 4                   | Assist     | 3 Calathes, Jokubaitis            |
| Weiler-Babb 7                   | Rimbalzi   | 11 Davies                         |
| Andrea Trinchieri               | Allenatori | Šarūnas Jasikevičius              |

| Arbitri: | Borys Ryzhyk Oļegs Latiševs Mehdi Difallah |

|                                        |            |                                     |
| Laprovíttola 26 Mirotić 20 Calathes 10 | Punti      | 18 Hunter 17 Jaramaz 10 Weiler-Babb |
| Calathes 5                             | Assist     | 4 Weiler-Babb                       |
| Abrines 7                              | Rimbalzi   | 10 Lučić                            |
| Šarūnas Jasikevičius                   | Allenatori | Andrea Trinchieri                   |

### Olympiakos - Monaco
| Arbitri: | Sreten Radović Emilio Pérez Pizarro Milan Nedović |

|                                                       |            |                               |
| McKissic, Printezīs 12 Walkup 11 Sloukas, Vezenkov 10 | Punti      | 10 Hall, James 9 Lee 7 Thomas |
| Sloukas 6                                             | Assist     | 4 Lee, James                  |
| Jean-Charles 7                                        | Rimbalzi   | 6 James                       |
| Giōrgos Mpartzōkas                                    | Allenatori | Saša Obradović                |

| Arbitri: | Luigi Lamonica Matej Boltauzer Gytis Vilius |

|                                                 |            |                              |
| Vezenkov 14 Dorsey, Papanikolaou 12 McKissic 10 | Punti      | 23 James 19 Anđušić 17 Bacon |
| Sloukas, Walkup 4                               | Assist     | 4 Lee                        |
| Papanikolaou 6                                  | Rimbalzi   | 6 Bacon                      |
| Giōrgos Mpartzōkas                              | Allenatori | Saša Obradović               |

| Arbitri: | Saša Pukl Juan Carlos García González Anne Panther |

|                             |            |                                  |
| Bacon 23 Thomas 15 James 13 | Punti      | 21 Sloukas 17 Vezenkov 13 Walkup |
| James 8                     | Assist     | 6 Walkup                         |
| Thomas 8                    | Rimbalzi   | 9 Vezenkov                       |
| Saša Obradović              | Allenatori | Giōrgos Mpartzōkas               |

| Arbitri: | Borys Ryzhyk Robert Lottermoser Tomislav Hordov |

|                             |            |                                        |
| Bacon 21 James 18 Thomas 16 | Punti      | 19 Sloukas 17 Vezenkov 13 Papanikolaou |
| Bacon, James 4              | Assist     | 5 Vezenkov                             |
| Hall 10                     | Rimbalzi   | 8 Fall, Vezenkov                       |
| Saša Obradović              | Allenatori | Giōrgos Mpartzōkas                     |

| Arbitri: | Luigi Lamonica Sreten Radović Emilio Pérez Pizarro |

|                                 |            |                             |
| McKissic 18 Walkup 17 Dorsey 16 | Punti      | 24 James 15 Ouattara 14 Lee |
| Sloukas 5                       | Assist     | 10 James                    |
| Vezenkov 7                      | Rimbalzi   | 8 Thomas                    |
| Giōrgos Mpartzōkas              | Allenatori | Saša Obradović              |

### Olimpia Milano - Anadolu Efes
| Arbitri: | Robert Lottermoser Juan Carlos García González Damir Javor |

|                                            |            |                                        |
| Melli 10 Bentil 9 Daniels, Hall, Shields 8 | Punti      | 16 Larkin, Micić 9 Dunston 7 Singleton |
| Delaney 3                                  | Assist     | 5 Larkin                               |
| Melli 6                                    | Rimbalzi   | 7 Micić, Moerman                       |
| Ettore Messina                             | Allenatori | Ergin Ataman                           |

| Arbitri: | Saša Pukl Oļegs Latiševs Anne Panther |

|                                      |            |                             |
| Shields 21 Rodríguez 17 Tarczewski 7 | Punti      | 19 Larkin 18 Micić 7 Bryant |
| Rodríguez 5                          | Assist     | 4 Micić                     |
| Shields 8                            | Rimbalzi   | 6 Dunston, Moerman          |
| Ettore Messina                       | Allenatori | Ergin Ataman                |

| Arbitri: | Ilija Belošević Matej Boltauzer Emilio Pérez Pizarro |

|                             |            |                                       |
| Micić 20 Pleiß 17 Larkin 16 | Punti      | 16 Hall 11 Grant 9 Rodríguez, Shields |
| Micić, Larkin 5             | Assist     | 5 Hall                                |
| Moerman, Pleiß 5            | Rimbalzi   | 6 Shields                             |
| Ergin Ataman                | Allenatori | Ettore Messina                        |

| Arbitri: | Damir Javor Fernando Rocha Gytis Vilius |

|                            |            |                           |
| Pleiß 25 Micić 20 Larkin 8 | Punti      | 21 Datome 10 Hines 9 Hall |
| Larkin 7                   | Assist     | 7 Rodríguez               |
| Pleiß 6                    | Rimbalzi   | 12 Hines                  |
| Ergin Ataman               | Allenatori | Ettore Messina            |

### Real Madrid - Maccabi Tel Aviv
| Arbitri: | Luigi Lamonica Gytis Vilius Fernando Rocha |

|                                     |            |                                   |
| Causeur 20 Yabusele 15 Fernández 12 | Punti      | 20 Wilbekin 12 Sorkin 11 Nunnally |
| Williams-Goss 8                     | Assist     | 3 DiBartolomeo, Wilbekin          |
| Tavares 6                           | Rimbalzi   | 5 Sorkin                          |
| Pablo Laso                          | Allenatori | Avi Even                          |

| Arbitri: | Borys Ryzhyk Mehdi Difallah Robert Lottermoser |

|                                       |            |                                              |
| Llull 17 Poirier, Yabusele 16 Hanga 9 | Punti      | 9 Evans 8 Wilbekin, Williams, Žižić 7 Thomas |
| Hanga, Llull, Núñez, Williams-Goss 3  | Assist     | 2 Cohen, Evans, Thomas                       |
| Poirier 10                            | Rimbalzi   | 5 Reynolds                                   |
| Pablo Laso                            | Allenatori | Avi Even                                     |

| Arbitri: | Damir Javor Tomislav Hordov Uroš Nikolić |

|                                  |            |                                 |
| Wilbekin 22 Nunnally 17 Žižić 10 | Punti      | 18 Llull 16 Yabusele 14 Poirier |
| Nunnally, Wilbekin 3             | Assist     | 6 Llull                         |
| Nunnally 5                       | Rimbalzi   | 10 Hanga                        |
| Avi Even                         | Allenatori | Pablo Laso                      |

### Miglior giocatore della giornata
| Giornata | Giocatore            | Squadra      | PIR | Note  |
| -------- | -------------------- | ------------ | --- | ----- |
| 1        | Brandon Davies       | Barcelona    | 24  | [ 1 ] |
| 2        | Vincent Poirier      | Real Madrid  | 31  | [ 2 ] |
| 3        | Nikola Mirotić       | Barcelona    | 31  | [ 3 ] |
| 4        | Tibor Pleiß          | Anadolu Efes | 37  | [ 4 ] |
| 5        | Nicolás Laprovíttola | Barcelona    | 30  | [ 5 ] |